# Jour de la Constitution (États-Unis)
Pour les articles homonymes, voir Jour de la Constitution.
Le jour de la Constitution (en anglais : Constitution Day), également appelé Citizenship Day, en français : Journée de la citoyenneté, aux États-Unis, est une fête légale fédérale qui reconnaît l'adoption de la Constitution des États-Unis et ceux qui sont devenus citoyens américains. Anciennement observé le troisième dimanche de mai, il est désormais observé le 17 septembre, jour où les délégués à la Convention constitutionnelle ont signé le document à Philadelphie, en 1787.
Lorsque le jour de la Constitution tombe un week-end ou un autre jour férié, les écoles et autres institutions observent le jour férié un jour de semaine adjacent.
La loi établissant cette fête a été créée en 2004, avec l'adoption d'un amendement du sénateur Robert Byrd, au projet de loi omnibus sur les dépenses (en) de 2004. Avant la promulgation de cette loi, la fête était connue sous le nom de Journée de la citoyenneté. En plus de rebaptiser ce jour férié en Jour de la Constitution et de la citoyenneté, la loi exige que tous les établissements d'enseignement, financés par l'État, et toutes les agences fédérales, offrent des programmes éducatifs sur l'histoire de la Constitution américaine, ce jour-là.
En mai 2005, le ministère américain de l'éducation a annoncé la promulgation de cette loi et qu'elle s'appliquerait à toute école recevant des fonds fédéraux de quelque nature que ce soit.

### Source de la traduction
- (en) Cet article est partiellement ou en totalité issu de l’article de Wikipédia en anglais intitulé « Constitution Day (United States) » (voir la liste des auteurs).